# مارسل باشت
مارسل باشت (انگلیسی: Marcel Baschet; ۵ اوت ۱۸۶۲ – ۲۸ دسامبر ۱۹۴۱) نقاش اهل فرانسه بود.
وی همچنین برندهٔ جوایزی همچون لژیون دونور (فرمانده) و جایزه بزرگ رم شده‌است.